# Международная масонская ассоциация
Международная масонская ассоциация (ММА) (фр. Association maçonnique internationale), это международная организация активно существовавшая между 1921 и 1950 годами и объединявшая различные великие ложи.

## В начале
В 1889 году Великий восток Франции предложил создать Международную масонскую федерацию. Что и было сделано в 1902 году на Женевском международном масонском конгрессе. На следующий год, офис по международным масонским признаниям был открыт в Нёвшателе в Швейцарии, под руководством Эдуарда Куартье-ла-Тэнтом, который на тот момент был великим мастером Великой швейцарской ложи Альпина (ВШЛА).
Оказавшись в суматохе Первой мировой войны, офис организации прекратил свою деятельность.

## Основание
В октябре 1921 года на конвенте в Женеве, под председательством Исаака Ревершона, великого мастера ВШЛА, на основе прошедших обсуждений организация получила новое название: «Международная масонская ассоциация». По мнению учредителей, цель заключалась в поддержании существующих отношений между великими ложами, и разработке и создании новой формы отношений.
Среди учредителей были: Великая швейцарская ложа Альпина, Великий восток Франции, Великая ложа Нью-Йорка, Великая ложа Франции, Великий восток Бельгии, Великий восток Италии и Великий восток Нидерландов.
Два года спустя, в ММА входили 38 великих лож, численность которых составляла 500000 масонов. Максимальное же количество составило — 41 великая ложа, из 18 европейских государств.

## Обязательства
С 1927 по 1930 год, в ММА председательствовал француз Артур Грусье.
В 30 годах ММА участвует в привлечении масонов. 6 мая 1933 года на конгрессе в Брюсселе распространяется обращение ко всем ложам и великим ложам мира в котором выражается протест против подъема нацизма в Германии и призывается к объединению, чтобы обеспечить соблюдение принципов свобод и достоинства людей, которые являются достижением нашей цивилизации.

## Роспуск ММА
После Второй мировой войны, под влиянием ОВЛА, ключевой Великой ложей регулярного англо-саксонского союза, и предпринятые действия тогдашним её главой, Великая швейцарская ложа Альпина разорвала отношения с либеральным масонством. В результате чего, в 1950 году, Великая швейцарская ложа Альпина была вынуждена распустить ММА.